# El Hadji Sy
Pour les articles homonymes, voir Sy.
Ne doit pas être confondu avec El-Hadji Malick Sy.
El Hadji Sy (ou El Sy, de son nom complet El Hadji Moussa Babacar Sy, né le 9 septembre 1954 à Dakar) est un peintre sénégalais contemporain. On le rattache à la deuxième génération issue de l'« École de Dakar », mais il préfèra – au sens propre – « donner un coup de pied » à ce legs en commençant par peindre avec ses pieds et redonna sa place au corps dans la peinture. Avec Issa Samb, il est le cofondateur du mouvement « Agit Art ». et il est à l'origine du Village des Arts de Dakar. Au milieu des années 1980, il expérimente de nouveaux matériaux, utilisant de rugueux sacs de riz en toile de jute dont il apprécie la texture poreuse et sur lesquels il applique parfois du goudron noir et de la cire de bougie. Il se distingue aussi par la taille de ses compositions.
En collaboration avec Friedrich Axt, il a publié en 1989 une Anthologie des arts plastiques contemporains au Sénégal.	

## Sélection d'œuvres
- People, 1995
- Bags 1 et Bags 2, 1995
- Bourgeons, 2000
- L'oiseau, 2000
- Le maire ou La danseuse, 2002
- Le container, 2002
- Glissements d'identité, 2003
- Le bateau ou le cercueil collectif, 2003 (volume mobile)
- Contemplation, 2003
- Archéologie marine : 'le blues du djoola', 2004
- La tradition des écritures, 2004
- La prière, 2005
- La rencontre des saints, 2005
- De l'écriture à l'image, 2006 (10 tablettes)
- Le martyre, 2006